# 林鹏智
林鹏智（1969年2月—），四川大学水力学与山区河流开发保护国家重点实验室教授。担任《水利水电科技进展》、《南水北调与水利科技》等刊物编委，入选中华人民共和国教育部2007年度"长江学者"特聘教授。